# Route européenne 92
Pour les articles homonymes, voir E92 et Route 92.
La route européenne 92 (E92) est une route reliant Igoumenitsa à Volos.